# Tito (Potenza)
Tito (lucà: Lu Titu) és un municipi italià, situat a la regió de Basilicata i a la província de Potenza. Ocupa una superfície de 71,27 quilòmetre quadrat i tenia 7,095 habitants a l'1 gener 2023.

## Demografia
| 1r gener 2017 | 1r gener 2018 | 1r gener 2023 |
| 7.358         | 7.355         | 7.095         |

## Administració
| Dates mandat | Nom de l'alcalde/ssa | Causa finalització |
| ------------ | -------------------- | ------------------ |